# Bytča
Bytča é uma cidade da Eslováquia, situada no distrito de Bytča, na região de Žilina. Tem 43,17 km² de área e sua população em 2018 foi estimada em 11.340 habitantes. Foi citada pela primeira vez em documento oficial no ano de 1234, apesar de já existirem registros de um assentamento anterior pertencente à diocese de Nitra desde 1223.

## Demografia
| Ano:        | 1994   | 2004   | 2014   | 2024   |
| ----------- | ------ | ------ | ------ | ------ |
| Broj ljudi: | 12 186 | 11 506 | 11 279 | 11 634 |
| Razlika:    |        | -5,58% | -1,97% | +3,14% |

| Ano:               | 2023   | 2024   |
| ------------------ | ------ | ------ |
| Número de pessoas: | 11 535 | 11 634 |
| Diferença:         |        | +0,85% |